# Teknologirådet
Fonden Teknologirådet arbejder med opgaver og indsatsområder indenfor samfundsudfordringer med fokus på teknologi, viden, værdier og handling bredt i samfundet. De arbejder med temaer såsom IT, genteknologi, energi, miljø, bioteknologi, sundhed og transport.
Fonden Teknologirådet er en videreførelse af Teknologirådet, der var en uafhængig rådgivende instans under Ministeriet for Videnskab, Teknologi og Udvikling. Fonden Teknologirådet viderefører Teknologirådets arbejde, men har som en non-profit almennyttig erhvervsdrivende fond også tilføjet nye elementer.
Fonden Teknologirådet arbejder med rådgivning af beslutningstagere om teknologiens muligheder og konsekvenser for mennesker, miljø og samfund. Teknologirådet vil fortsat levere opgaven som international rollemodel for udvikling af dialogbaserede og involverende arbejdsmetoder. Teknologirådets brede metodekendskab bliver anvendt på stort set alle områder.

## Teknologirådets arbejde
Teknologirådet arbejder i spændingsfeltet mellem samfundets udfordringer, teknologi, viden, værdier og handling. De skaber platforme, hvor deltagerne lægger deres viden sammen og finder bæredygtige løsninger på tværs af interesser og fag. De kombinerer deres viden om samfundsforhold med deres viden om processer.
Teknologirådet udfylder forskellige roller alt afhængt af, hvordan de er involveret i projekter. De er ofte med til at skabe overblik og viden om en problemstilling. Dette kan ske ved at udvikle nye idéer til politikudvikling, planlægning og strategi for at træffe langtidsholdbare og bæredygtige beslutninger. Teknologirådet inddrager ofte borgere, politikere, eksperter og interessenter for at nå frem til disse mål.
Teknologirådet har en bred vifte af forskellige metoder og viden om en lang række teknologiområder. De tager del i udarbejdelse af analyser, udredninger og vurderinger af teknologiområder og arbejder med processer, der leder til nytænkning og fælles løsninger. Teknologirådet er desuden erfarne i udvikling og organisering af borgerinddragelse af helt op til 1000 borgere. En naturlig forlængelse af denne ekspertise har ført til, at de holder kurser og foredrag om borgerinddragelse og aktørinvolvering samt nationale og internationale workshops og konferencer.
Teknologirådet tilrettelægger og gennemfører projekter i samarbejde med beslutningstagere, organisationer, foreninger, virksomheder og myndigheder. Fonden er non-profit, idet overskud af deres aktiviteter anvendes til fondens almennyttige formål.

## Teknologirådets projekter
Teknologirådet arbejder med forskellige emner, der berører teknologiens muligheder og konsekvenser for mennesker, miljø og samfund. Nedenfor er et udsnit af de emner og projekter, som Teknologirådet beskæftiger sig med.
World Wide Views. Teknologirådet gennemførte i 2009 det globale borgerinddragelsesprojekt World Wide Views on Global Warming, hvor 4000 borgere diskuterede global opvarmning i 38 lande i hele verden. Resultaterne blev inddraget ved COP15 i København i december 2009. De gentog konceptet med World Wide Views on Biodiversity i 2012, hvor 3000 borgere diskuterede biodiversitetens udfordringer i 25 lande. Resultaterne herfra blev inddraget ved COP11 i Indien i oktober 2012.
Test dig selv. Projektets formål var at skabe et overblik over udbuddet af selvtests og diskutere, hvordan forskellige produkter eller produktgrupper fremover skulle håndteres af sundhedsvæsenet, så de kunne gavne den enkelte borger og samfundet mest muligt. Projektet blev afsluttet i 2011.
BASE. Projektet er startet i 2013 og fokuserer på nøgleproblemstillingerne ved klimatilpasning. Projektet vil simultant undersøge den typiske politik vedrørende klimatilpasning både på EU- og på nationalt niveau samt aktuelle aktiviteter på regionalt og lokalt niveau.
DESSI. Projektet har primært til hensigt at udvikle et beslutningsstøttesystem i form af et webbaseret værktøj, der kan sammenligne og evaluere forskellige sikkerhedstiltag. Projektet løber fra 2011-2013.
Fedme som samfundsproblem. Projektet har søgt at skabe overblik over og afklaring af de politiske opgaver, som er forbundet med at forebygge fedme i Danmark. Projektet blev afsluttet i 2012.
Borgertopmøde om den regionale udvikling i Region Nordjylland. 200 borgere blev den 10. september 2011 inviteret til at diskutere, hvordan fremtidens Nordjylland skal se ud. Borgertopmødet blev afholdt af Region Nordjylland i samarbejde med Teknologirådet.

## Teknologirådets opbygning
Teknologirådet består af en bestyrelse med syv medlemmer, et repræsentantskab (sammensætning tiltrådt af bestyrelsen 7. marts 2013) Teknologirådets Repræsentantskab udpeget 2013 og et sekretariat med ca. 25 medarbejdere af hel- og deltidsansatte som er akademiske projektledere indenfor mange kompetenceområder samt hk’ere og studerende projektmedarbejdere.

## Teknologirådets historie
Teknologirådet blev nedlagt som følge af et forskningsforlig i finansloven i november 2011. Fonden Teknologirådet blev oprettet som en non-profit fond den 20. juni 2012.
Teknologirådet modtog et årligt tilskud fra Finansloven og aflagde årsrapport til Folketingets Udvalg for Videnskab og Teknologi. Teknologirådet erstattede i 1995 Teknologinævnet (oprettet 1986).
Teknologirådets bestyrelse bestod af 11 medlemmer: Formanden og tre medlemmer blev udpeget af videnskabsministeren, de øvrige blev beskikket efter indstilling fra en række organisationer, blandt andet LO (Landsorganisationen i Danmark), KL (Kommunernes Landsforening) og Forskningsrådene. Teknologirådets repræsentantskab bestod af 50 medlemmer fra danske organisationer, myndigheder, foreninger med videre.
Teknologirådet havde som offentlig instans lovmæssigt pligt til at informere både borgere og politikere om ny teknologi. Dette skete gennem magasinet Teknologidebat og de to nyhedsbreve Fra Rådet til Tinget og TeknoNyt.
Teknologidebat satte fokus på teknologiens nytte, muligheder og trusler og blev sendt til medlemmer af Folketinget, forskere, eksperter og andre interesserede. Teknologidebat udkom for første gang i 1986 og sidste gang i 2011.
Fra Rådet til Tinget er fortsat et af Teknologirådets elektroniske nyhedsbreve og henvender sig særligt til Folketingets medlemmer og sætter samfundsrelevante emner på dagsordenen. TeknoNyt henvender sig til alle teknologiinteresserede og oplyser om Teknologirådets arbejde og igangværende projekter.